# Kenelm Conor Chandler
Pour l’article homonyme, voir Kenelm Chandler.
Kenelm Conor Chandler, né le 22 août 1773 à Québec et mort le 29 janvier 1850 à Nicolet, est un officier de l'armée et de la milice, un fonctionnaire et Seigneur de Nicolet,,.

## Biographie

### Famille et carrière
Kenelm Conor Chandler est le fils de Kenelm Chandler, fonctionnaire du Board of Ordnance et propriétaire foncier, et d'Elizabeth Conor. Son père est un riche propriétaire foncier britannique et militaire, venu s'installer au Bas-Canada.
Kelnelm Conor suit les traces de son père et sert dans le Royal Americans 60th Foot et investit dans l'immobilier et le prêt d'argent. En 1803, il est nommé capitaine de régiment. Après la mort de son père, Kenelm Conor Chandler hérite d'une importante fortune.  En 1804, il se marie à Jane Grant, fille de Charles Grant, associé de la Northwest Company.
En 1810, après avoir contracté une maladie dans les Antilles, il quitte l'armée pour devenir fonctionnaire. Il est nommé Maître de Caserne à la Garnison de Québec.
En 1821, la Seigneurie de Nicolet est mise aux enchères et Chandler l'achètera et s'y installera, jusqu'à sa mort, en 1850.
Il devient alors Seigneur de Nicolet. Il est par la suite nommé lieutenant-colonel et commandant du 2e bataillon de milice du comté de Buckingham.
En 1823, il fait bâtir une église anglicane sur la Seigneurie de Nicolet. Il recrute une importante population de Britanniques et d'Écossais qui s'installent sur les terres de la Seigneurie. Sa gestion de la Seigneurie est stricte et il impose des règles claires et une administration ordonnée.